# Schulz und Söhne
Schulz und Söhne ist eine deutsche Musikgruppe aus Berlin, die mit außergewöhnlichen Instrumenten aus Metallschrott so genannten „Live-Percussion-Techno“ produziert. Aus den handgemachten, improvisierten Rhythmen entwickeln die vier Musiker präzise Beats, die zu einer Art „analogem Techno“ verschmelzen. Die Band, die ausschließlich als Live-Formation in Erscheinung tritt und sich in der Berliner Musikszene zu einer festen Größe etabliert hat, ist regelmäßiger Gast auf nationalen, sowie internationalen Musik-Festivals.
Die Musiker Eichholz und Schiffers sind u. a. Mitglieder der Band Squintaloo.